# Еллен Кінґ
Еллен Кінґ (англ. Ellen King, 16 січня 1909 — 3 лютого 1994) — британська плавчиня.
Призерка Олімпійських Ігор 1928 року, учасниця 1924 року.
Чемпіонка Європи з водних видів спорту 1927 року.